# جورج سترونج
جورج سترونج (بالإنجليزية: George Strong)‏ (7 يونيو 1916 في المملكة المتحدة - 11 أكتوبر 1989 في المملكة المتحدة) هو لاعب كرة قدم بريطاني (وحمل سابقاً جنسية المملكة المتحدة لبريطانيا العظمى وأيرلندا) في مركز حراسة المرمى. لعب مع نادي بورتسموث ونادي بيرنلي ونادي تشيسترفيلد ونادي غيلينغهام ونادي هارتلبول يونايتد ونادي والسول.